# 11020 Orwell
11020 Orwell eller 1984 OG är en asteroid i huvudbältet som upptäcktes den 31 juli 1984 av den tjeckiske astronomen Antonín Mrkos vid Kleť-observatoriet i Tjeckien. Den är uppkallad efter den brittiske författaren George Orwell.
Asteroiden har en diameter på ungefär 14 kilometer och den tillhör asteroidgruppen Themis.